# Либурнийско асфоделине
Либурнийското асфоделине (на латински: Asphodeline liburnica) е вид многогодишно тревисто растение от семейство Xanthorrhoeaceae. 

## Описание
Обикновено достига височина от 60 до 100 сантиметра. Образува коренище и луковични корени. Листата са широки от 1 до 2 милиметра и грапави по ръба. Прицветниците са къси триъгълни до ланцетни, късо заострени, дълги 5 до 7 милиметра и по-къси от цветните дръжки. Съцветието е жълто на цвят и с дължина от 25 до 35 милиметра. 

## Разпространение
Среща се по сухи тревисти и каменисти места на Балканите, Егейския регион, Италия и Турция.